# Robert Élie
Robert Élie (* 5. April 1915 in Pointe Saint-Charles (Stadtviertel von Montreal); † 19. Januar 1973 in Montreal) war ein kanadischer Schriftsteller und Journalist.

## Leben
Élie besuchte bis 1935 das Collège Sainte-Marie und studierte dann Literatur an der Universität Montreal und englische Literatur und Geschichte an der McGill University. Ab 1935 arbeitete er mit Paul Beaulieu, Hector de Saint-Denys Garneau, Jean Le Moyne, Claude Hurtubise, Robert Charbon und anderen für die Zeitschrift La relève (ab 1941 La nouvelle relève). Daneben war er Reporter bei La Presse und gründete 1947 die Zeitschrift Architecture, Bâtiment, Construction.
1948 wurde er stellvertretender Direktor für Presse- und Informationsdienste bei Radio-Canada, 1979 Direktor des Canada Council. Ab 1955 war er Mitglied der Royal Society of Canada.

## Werke
- Borduas, 1943
- La fin des songes, Roman, 1950 / Farewell my dreams (Übersetzung von Irene Coffin), 1954
- Il suffit d'un jour, Roman, 1957
- Oeuvres, 1979